# Gruppträning
Gruppträning bedrivs vanligen vid olika gym- och träningsanläggningar eller som fysioterapeutisk gruppbehandling. Ibland kallas gruppträningspassen för "klass". En instruktör leder träningen som ofta sker till musik. Passen är mellan 30 och 60 minuter oftast. Det finns många olika former av gruppträning, till exempel yoga, pilates, Body pump, Body combat, Body balance, Body jam, SH'BAM, Forza, Nike Rockstar workout och aerobics, box, Crosstraining (cirkelträning), Hot Yoga, Zumba, Punch out, Box m.fl.